# L'Agence tous risques (film)
Cet article concerne le film. Pour la série télévisée dont il est adapté, voir Agence tous risques.
Pour plus de détails, voir Fiche technique et Distribution.
L'Agence tous risques (The A-Team) est un film américain réalisé par Joe Carnahan et sorti en 2010. C'est l'adaptation de la série télévisée du même nom diffusée dans les années 1980.
Le film reçoit des critiques mitigées, pointant du doigt les faiblesses scénaristiques malgré des bonnes scènes d'action et de bons acteurs. Une suite sera un temps envisagée mais le studio n'est pas satisfait des résultats au box-office.

## Synopsis
Au cours d'une mission au Mexique, le colonel John « Hannibal » Smith et le lieutenant Templeton « Futé » Peck sont faits prisonniers par des policiers fédéraux corrompus travaillant pour le général Tuco, le premier dans un entrepôt et le second dans le ranch de Tuco. Smith parvient à s'échapper afin de délivrer Peck et rencontre Bosco « Barracuda » Baracus, un ranger renvoyé de l'armée, sur sa route, qui l'emmène à bord de son van et l'aide à mener à bien le plan de sauvetage. Poursuivis par Tuco, le trio se rend dans un hôpital de l'armée afin de recruter le pilote H. M. « Looping » Murdock, à la santé mentale douteuse, pour fuir à bord d'un hélicoptère médical, au cours d'un duel entre le groupe et Tuco, au cours duquel « Barracuda » développe une peur de l'avion. La poursuite se finit lorsque Smith et sa bande attirent Tuco dans l'espace aérien américain, où il sera abattu par un F-22 Raptor à la suite de son intrusion.
Huit ans plus tard, en Irak, Smith est contacté par Lynch, un agent des divisions des activités spéciales de la CIA, qui lui confie la mission de récupérer des plaques d'impressions de billets américains et plus d'un milliard de dollars ($) en espèces à des insurgés irakiens qui ont prévu de le déplacer à Bagdad dans un convoi blindé. Le supérieur de Smith, le général Morrison, consent à l'opération, tandis que le capitaine Charissa Sosa, du service d'enquêtes criminelles de la marine et ex-petite amie de Peck, tente de dissuader l'équipe de Smith d'accomplir cette tâche. Alors que la mission est un succès et que les militaires rentrent à la base, les choses tournent mal lorsque la voiture de Morrison explose et que l'argent est détruit par Pike, un mercenaire travaillant pour une société de sécurité privée, et ses hommes, qui en a profité pour prendre les plaques. Sans Morrison, tué dans l'explosion, qui avait autorisé la mission, Smith, Peck, Barracus et Murdock sont jugés en Cour martiale et sont condamnés à dix ans de prison et déchus de leurs titres militaires. Sosa, quant à elle, est rétrogradée au grade de lieutenant.
Six mois après les événements, Lynch rend visite à Smith en prison et lui dit que Pike tente de vendre les plaques à l'aide d'un bailleur de fonds arabe. Smith, qui a également obtenu des informations sur Pike, fait un pacte avec l'agent de la CIA : récupérer les plaques en échange d'un casier vierge pour lui et son équipe et d'un rétablissement dans l'armée. Lynch accepte et aide Smith à s'évader. L'ancien colonel fait évader ses hommes, ce qui conduit Sosa à suivre leur piste. Ils  réussissent à fuir avec un avion de l'armée détourné, mais l'avion est abattu par un drone. L'« Agence tous risques » est parvenu à sauver leur peau en s'abritant dans un char attaché à un parachute et à atterrir sur la terre ferme en toute sécurité. Les fugitifs partent sur la piste de Pike, récupèrent les plaques et kidnappent le bailleur arabe, qui se révèle être Morrison, qui a comploté avec Pike et Lynch et s'est fait passer pour mort. Lynch retrouve leurs traces et ordonne un raid aérien afin de les tuer, mais l'équipe est saine et sauve, tandis que Morrison est tué sur le coup.
Smith et sa bande contactent Sosa afin de piéger Lynch sur les quais de Los Angeles lors d'une opération montée par Peck, qui se déroule bien jusqu'à ce que Pike tire sur des conteneurs au lance-roquette et tente de tuer Peck, avant d'être tué par Barracuda. Smith conduit Lynch dans un container avec Murdock, qui porte un casque pare-balles sur la tête, pour faire croire que Morrison est encore vivant. Lynch tire sur le casque de Murdock, croyant avoir tué Morrison, et admet avoir volé les plaques, avant d'être arrêté par Sosa. Un agent de la CIA, qui dit s'appeler Lynch, arrive et prend la garde de l'autre Lynch, qui se nommait en réalité Vance Buress.
En dépit de leur succès et après avoir prouvé leur innocence, l'« Agence tous risques » est arrêtée par l'armée en raison de leur évasion. Sosa, réintégré au rang de capitaine, promet à l'équipe de faire ce qu'il faut pour les aider et embrasse Peck, profitant pour lui donner les clés des menottes durant le baiser, ce qui leur permettra de s'évader à nouveau.
Scène post-générique
Deux acteurs de la série télévisée originale (Dirk Benedict et Dwight Schultz) font un caméo pour donner la réplique aux acteurs qui jouent leurs rôles dans le film.

## Fiche technique
Sauf indication contraire, les informations mentionnées dans cette section peuvent être confirmées par la base de données cinématographiques IMDb,  présente dans la section « Liens externes ».
- Titre français : L'Agence tous risques
- Titre original : The A-Team
- Réalisation : Joe Carnahan
- Scénario : Joe Carnahan, Brian Bloom et Skip Woods, d'après les personnages créés par Stephen J. Cannell, Frank Lupo
- Décors : Charles Wood
- Costumes : Betsy Heimann
- Directeur de la photographie : Mauro Fiore
- Montage : Roger Barton
- Musique : Alan Silvestri
- Producteurs : Stephen J. Cannell, Tony Scott, Jules Daly, Spike Seldin et Iain Smith

Producteurs délégués : Ridley Scott, Marc Silvestri et Alex Young
- Sociétés de production : Stephen J. Cannell Productions, Top Cow Productions et Scott Free Productions ; en association avec Dune Entertainment, Big Screen Productions, Ingenious Film Partners et Phoenix Film Partners
- Société de distribution : 20th Century Fox
- Budget : 110 000 000 $[1]
- Pays de production :  États-Unis
- Langue originale : anglais
- Format : couleur
- Genre : action, comédie, thriller
- Durée : 119 minutes / 133 minutes (extended cut)
- Dates de sortie : 
  - États-Unis : 11 juin 2010
  - France : 16 juin 2010

## Distribution
- Liam Neeson (VF : Samuel Labarthe ; VQ : Jean-Luc Montminy) : le colonel John Smith, dit « Hannibal »
- Bradley Cooper (VF : Alexis Victor ; VQ : Yves Soutière) : le lieutenant Templeton Peck, dit « Futé » (Face en V.O.)
- Sharlto Copley (VF : Philippe Bozo ; VQ : François Sasseville (acteur)) : le capitaine H. M. Murdock, dit « Looping » (Howling Mad en V.O.)
- Quinton « Rampage » Jackson (VF : Frantz Confiac) : le sergent Bosco Barracus, dit « Barracuda » (B.A [2] en V.O.)
- Jessica Biel (VF : Vanina Pradier ; VQ : Camille Cyr-Desmarais) : le capitaine puis 1er lieutenant Charissa Sosa
- Patrick Wilson (VF : Cédric Dumond ; VQ : Frédéric Desager) : l’agent Lynch
- Gerald McRaney (VF : Jean-Bernard Guillard ; VQ : Aubert Pallascio) : le général Russell Morrison
- Brian Bloom (VF : Xavier Fagnon ; VQ : Louis-Philippe Dandenault) : Pike
- Yul Vazquez (VQ : Jean-François Beaupré) : le général Javier Tuco
- Maury Sterling (VQ : Frédéric Paquet) : Gammons
- Henry Czerny : le supérieur de Charissa
- Jon Hamm (VF : Constantin Pappas) : le véritable agent Lynch
- Joe Carnahan : l'homme qu'Hannibal retrouve devant l'hôpital pour vétérans (caméo)
- Dirk Benedict (VF : Guy Chapellier) : le prisonnier Pensacola (scène post-générique, version longue)
- Dwight Schultz (VF : Jean-Claude Montalban) : le médecin hôpital (scène post-générique, version longue)
  - Sources et légende : Version Française (VF) sur Voxofilm [3] et RS Doublage [4]

## Production

### Genèse et développement
Le réalisateur John Singleton fut un temps pressenti pour mettre en scène le film.
Joe Carnahan a voulu un film moderne et plus sombre que la série : « Le projet était très convoité, et adapter une série que j’ai adorée quand j’étais enfant était difficile à refuser. Nous sommes restés très fidèles à la série par respect pour les générations de fans qui ont grandi avec elle, mais nous voulions aussi la faire entrer dans le XXIe siècle ».

### Attribution des rôles

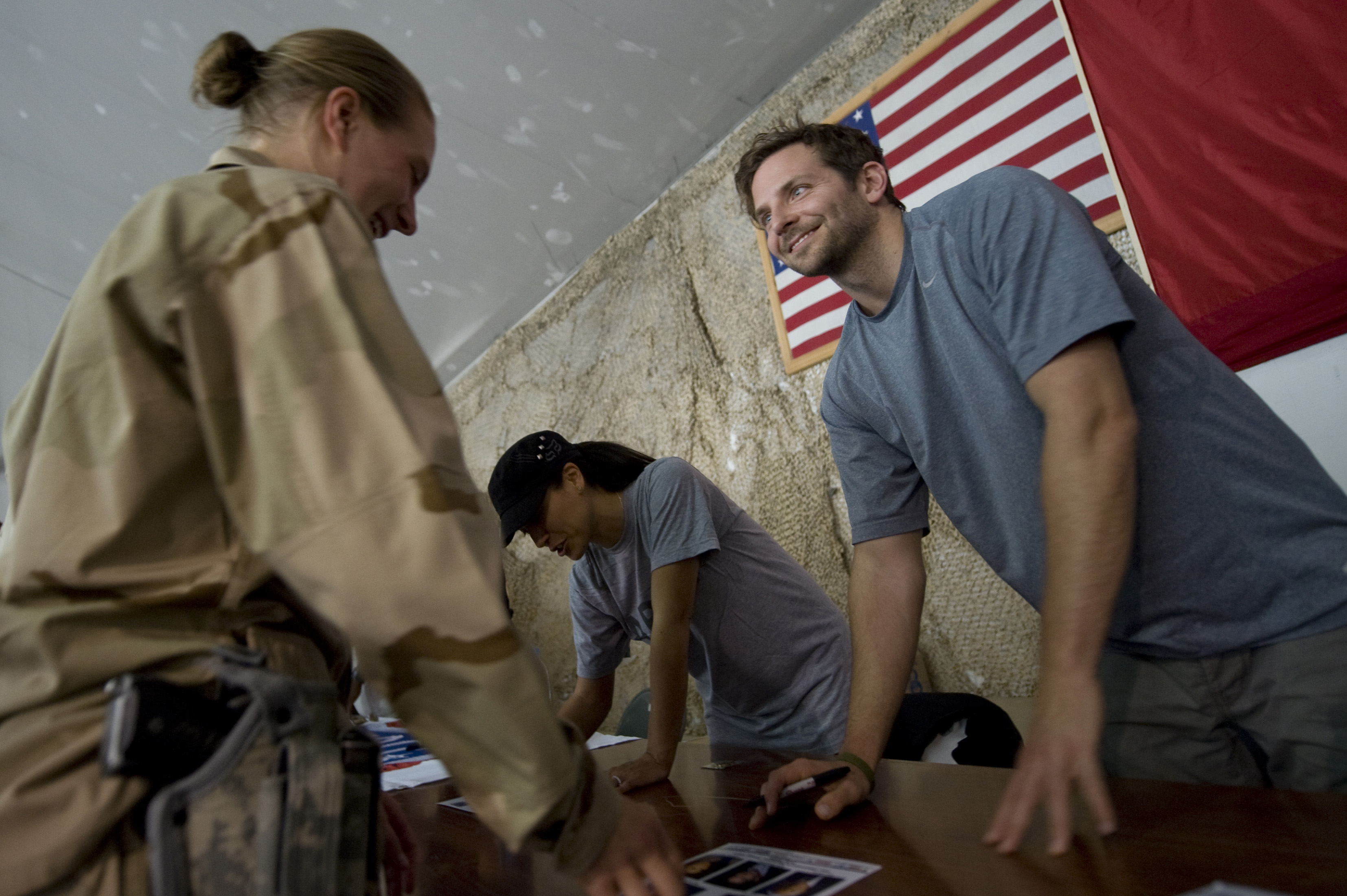
L'acteur Bradley Cooper en 2009, sur une base militaire américaine en Afghanistan.

En raison du développement souvent retardé du film, le nom de nombreux acteurs ont été évoqués. John Singleton, un temps attaché au poste de réalisateur, prévoyait Mel Gibson en Hannibal, Christian Bale en Futé, Jim Carrey en Looping et Dwayne Johnson en Barracuda.
Sylvester Stallone, Arnold Schwarzenegger, Bruce Willis, George Clooney, Tommy Lee Jones, Kurt Russell, Harrison Ford, Jeff Bridges, Ed Harris, Jeffrey Dean Morgan, Josh Brolin, Dennis Quaid, John Travolta, Nicolas Cage, Michael Keaton, Alec Baldwin, Ron Perlman, Jean-Claude Van Damme, Bill Paxton, Brian Bosworth, Howie Long, Stephen Lang, Michael Biehn et Steven Seagal ont été approchés pour incarner Hannibal Smith, rôle finalement interprété par Liam Neeson. Mahershala Ali fût envisagé pour incarner Barracuda tout comme les rappeurs Ice Cube, Common et The Game mais le rôle reviendra finalement au pratiquant d'arts martiaux mixtes Quinton « Rampage » Jackson. Pour Futé, le nom de Tom Cruise est évoqué. Enfin pour Looping, Sharlto Copley, Woody Harrelson, Seann William Scott et Ryan Reynolds ont été envisagés,.
Amber Heard et Olga Kurylenko ont notamment auditionné pour le rôle de Sosa, finalement décroché par Jessica Biel.
Dirk Benedict (Futé dans la série originale) et Dwight Schultz (Looping dans la série originale) apparaissent en caméo, lors d'une des séquences post-générique de fin, ainsi que dans la version longue du film. Mister T. a également été approché pour faire une apparition en caméo dans le film, mais il a décliné l'offre, estimant que cette adaptation au grand écran trahissait l'esprit de la série d'origine, et trouvant par ailleurs absurde d'apparaître furtivement à l'arrière-plan dans une adaptation de la série qui a fait sa renommée ; il a même intenté une action en justice pour usurpation de son image (puisque l'acteur jouant le rôle de Barracuda a été choisi pour sa ressemblance physique avec Mr. T, et a arboré pour l'occasion sa coupe de cheveux mohawk très caractéristique).

### Tournage
Le tournage a eu lieu au Canada, dans la province de Colombie-Britannique et plus particulièrement dans les villes d'Ashcroft, Burnaby, Cache Creek, Kamloops, Vancouver et Coquitlam.

### Musique
Albums de Alan Silvestri
Le Drôle de Noël de Scrooge
(2009) Captain America: First Avenger
(2011)
La musique du film est composée par Alan Silvestri.
Pour la sortie française du film, le groupe de rap français Sexion d'Assaut enregistre le titre Changement d'ambiance, dont le leitmotiv « le plan a échoué » fait référence à la phrase-fétiche d'Hannibal Smith, « j'adore qu'un plan se déroule sans accroc » (« I love it when a plan comes together »). Le morceau n'a aucun rapport avec le générique français de la série télévisée, chanté à l'époque par Noam et Nick Carr. Il est diffusé pendant le générique de fin du film, dans la version française. Un clip dans lequel le groupe Sexion d'Assaut est mis en parallèle avec les images du film a également été tourné.
Toute la musique est composée par Alan Silvestri, sauf exceptions notées.
| Liste des titres | Liste des titres                                                                                                  | Liste des titres | Liste des titres | Liste des titres | Liste des titres | Liste des titres | Liste des titres | Liste des titres | Liste des titres |
| No               | Titre | Durée            |                  |                  |                  |                  |                  |                  |                  |
| ---------------- | --- | ---------------- | ---------------- | ---------------- | ---------------- | ---------------- | ---------------- | ---------------- | ---------------- |
| 1.               | Somewhere in Mexico (contient le thème original de la série composé Mike Post et Pete Carpenter)                  | 2:12             |                  |                  |                  |                  |                  |                  |                  |
| 2.               | Saving Face | 3:32             |                  |                  |                  |                  |                  |                  |                  |
| 3.               | Alpha Mike Foxtrot                                                                                                | 4:29             |                  |                  |                  |                  |                  |                  |                  |
| 4.               | Welcome to Baghdad                                                                                                | 4:22             |                  |                  |                  |                  |                  |                  |                  |
| 5.               | The Plan | 6:11             |                  |                  |                  |                  |                  |                  |                  |
| 6.               | Cour Martiale | 3:09             |                  |                  |                  |                  |                  |                  |                  |
| 7.               | Putting the Team Back Together                                                                                    | 3:39             |                  |                  |                  |                  |                  |                  |                  |
| 8.               | Flying a Tank | 6:10             |                  |                  |                  |                  |                  |                  |                  |
| 9.               | Frankfurt | 4:11             |                  |                  |                  |                  |                  |                  |                  |
| 10.              | Retrieving the Plates                                                                                             | 4:09             |                  |                  |                  |                  |                  |                  |                  |
| 11.              | Safehouse | 3:50             |                  |                  |                  |                  |                  |                  |                  |
| 12.              | Safehouse Aftermath                                                                                               | 4:58             |                  |                  |                  |                  |                  |                  |                  |
| 13.              | Shell Game | 2:44             |                  |                  |                  |                  |                  |                  |                  |
| 14.              | The Docks (Part 1)                                                                                                | 7:35             |                  |                  |                  |                  |                  |                  |                  |
| 15.              | The Docks (Part 2)                                                                                                | 5:47             |                  |                  |                  |                  |                  |                  |                  |
| 16.              | I Love It When a Plan Comes Together (contient le thème original de la série composé Mike Post et Pete Carpenter) | 5:26             |                  |                  |                  |                  |                  |                  |                  |
| 72:28            | |                  |                  |                  |                  |                  |                  |                  |                  |

Autres chansons présentes dans le film
- House of Pain de The Game
- Shut Up de Trick Daddy
- Trio Para Enamorados (Trio for Lovers) de Jorge Calandrelli
- You Spin Me Round (Like a Record) de Dead or Alive (chantée dans le film par Sharlto Copley)
- A-Team Blastoff Suite de Tom Morello
- I Got Mine de The Black Keys
- I've Been Lonely for So Long de Frederick Knight
- The Washington Post de John Phillip Sousa
- I Don't Want to Change Your Mind de Wildlife
- My Girl Has Rosenmand, écrit par Johannes Brahms et interprété par Peter Schreier et Konrad Ragossnig
- The Little Drummer Boy, écrit par Harry Simeone, Katherine K. Davis et Henry Onorati
- Anarchy in the U.K. des Sex Pistols
- I Ran 6 Miles de Gary Sredzienski
- Reelin' In the Years de Steely Dan

## Accueil

### Critique
Le film reçoit des critiques mitigées. Sur l'agrégateur américain Rotten Tomatoes, il récolte 49% d'opinions favorables pour 217 critiques et une note moyenne de 5,4⁄10. Sur Metacritic, il obtient une note moyenne de 47⁄100 pour 37 critiques.
En France, le film obtient une note moyenne de 3,2⁄5 sur le site AlloCiné, qui recense 16 titres de presse.

### Box-office
Le film dépasse les 170 millions de dollars au box-office mondial. Il couvre à peine les 110 millions du budget sans compter le budget de promotion. Un temps envisagé, le projet d'une suite sera remis en cause à la suite des résultats décevants au box-office.
| Pays ou région | Box-office        | Date d'arrêt du box-office | Nombre de semaines |
| -------------- | ----------------- | -------------------------- | ------------------ |
| Mondial        | 176 933 591 $     | 23 janvier 2011            | 32                 |
| États-Unis     | 77 222 099 $      | 16 septembre 2010          | 14                 |
| France         | 1 179 449 entrées | 3 août 2010                | 7                  |

## Analyse

### Différences avec la série télévisée
- Alors que les personnages de la série étaient des vétérans de la guerre du Viêt Nam, ils sont des anciens de la Guerre d'Irak dans l'adaptation cinématographique.